# Eduardas Gizevijus
Eduardas Karolis Samuelis Gizevijus, ps. Keliauninkas (ur. 11 listopada 1798 w Ełku, zm. 9 maja 1880 w Tylży) – litewski działacz społeczny i kulturalny w Prusach Wschodnich, nauczyciel, tłumacz oraz etnograf.

## Życiorys
Korzenie jego rodziny wywodzą się z Giżycka. Uczył się w szkołach w Sejnach i Gąbinie. Studiował prawo i pedagogikę na Uniwersytecie w Królewcu (1817–1821). W 1825 rozpoczął pracę w gimnazjum tylżyckim jako pierwszy nauczyciel języka litewskiego w mieście.
Był jednym z założycieli Litewskiego Towarzystwa Literackiego w Tylży. Jako etnograf zgromadził 246 litewskich pieśni ludowych. Pisywał do gazet „Preußische Provinzial-Blätter” i „Neue Preußische Provinzial-Blätter” (1837–1866). Przetłumaczył broszurę niemieckiego pedagoga F. Richtera „Lekarz naturalny” (1879).